# Казахское декоративное искусство
Казахское декоративное искусство — отрасль народного искусства казахов. Используется при художественной отделке зданий, парков (монументы, архитектурные ансамбли, художественная роспись, картины, скульптуры, мозаика и др.), бытовые изделий, музейных экспонатов, выставочных изделий. 
Произведения Казахского декоративного искусство выполняют важную роль в композиционном оформлении площадей, парков, садов, улиц, зданий, образцов одежды. В основном украшаются изделия домашнего обихода (мебель, украшения, верховые сбруи, быт. инструменты. кувшины, чаши и др.). Материалы декоративного искусства, металл, керамика, дерево, глина, стекло, драг камни, кость и т. д. Основные технические приемы — резьба, художественная роспись, вышивка, литье и др. 
Казахское декоративное искусство выполняет производственные технологии, функции и зависит от уровня развития искусства и культуры эпохи; развивается на основе местных этнических особенностей. Вбирая в себя образцы культуры соседних народов, Казахское декоративное искусство постоянно обновлялось. Благодаря этому возникли орнаменты и узоры (геометрические, зооморфные, инкрустированные). В 11 —12 вв. в композиции растительного и геральдического узора вошли образцы полихромного обрамления; мастера применяли их в архитектурном сооружениях и зданиях, куполах, мечетях, мазарах. Широко применялся кирпич с лаковым покрытием в памятниках зодчества средневековья: в гробницах Бабажы катын (Тараз, 10—11 вв.), Айша биби (11—12 вв.), Ходжа Ахмета Яссауи (Туркестан, 14 в.). Развивалась техника литья украшений из олова и бронзы. Изготавливалось много видов оружия (секира, лук, стрела), украшенного кожей, металлом (серебро). Мастера по дереву демонстрировали умение в изготовлении мебели (кровать, сундук, короб, подставка и т. д.), посуды (разные чаши, кесе, ожау), применяли геометрические узоры и вырезали орнаменты из кости. 
В изготовлении ковра есть свои особенности: различаются ворсистые и гладкие, по материалу — шерсть, шелк, бархат, по родовой традиции — конырат, керей, найман и т. д.; по расцветке — двухцветные, трехцветные, пятицветные. Резные пластины из серебра и бронзы, позументы служили для украшения одежды, поясов, кожаных вещей и т. д. Эти предметы покрывались традиционными узорами: стилизованными изображениями бараньих рогов, верблюжьей ступни, растительным и геометрическим орнаментом. Наиболее развитой формой ткачества был ормек (плотное плетение). Он служил для изготовления бечевы, шерстяной ленты, халатов, переметных сум и др. В плотном плетении применяется метод переборного ткания. Мастера изготавливали женские украшения: перстни (жузік), колье (алқа), браслеты (блезік), серьги (сырға), подвески (шолпы) с золотыми и серебряными монетами, вплетаемые в косу. Изделия украшали охотничье снаряжение: томага (колпачок, надеваемый на голову ловчей птицы), тугыр (подставка для ловчей птицы). 

## Современность
В современном Казахском декоративном искусстве шире применяются новые материалы, современные технологии. Возрождаются некоторые забытые виды народного искусства. В Казахстане работают промышленные предприятии по производству декоративных предметов: керамические, ковровые, ювелирные, мебельные художеств, резьбы. Произведения талантливых мастеров экспонируются на областных, республиканских и международных выставках. Известны имена мастеров, создателей национальных орнаментов и узоров — Г.Иляева, А.Муратова, М.Ниязова, С.Салыкбаева, А.Аблаева, Ж.Жузбаева, Р.Сарсенбина и др.